# Eduard Stanglmeier
Eduard Stanglmeier (* 30. April 1893; † 27. Mai 1963) war ein deutscher Fleischwarenfabrikant. Aus kleinen Anfängen baute er in Plattling (Niederbayern) einen Fabrikationsbetrieb für Fleisch- und Wurstwaren auf, der überregional bekannt wurde. Während der Zeit des Nationalsozialismus unterstützte er in seiner Heimatstadt Opfer der Nationalsozialisten und erhielt dafür sowie für sein weiteres soziales Wirken in den 1950er und 1960er Jahren zahlreiche Ehrungen.

## Leben
Eduard Stanglmeier wurde als Sohn des Plattlinger Metzgermeisters Anton Stanglmeier geboren. 1913 legte er in Leipzig die Meisterprüfung als Metzger ab und kehrte anschließend wieder in die seit 1830 bestehende Metzgerei des Vaters in Plattling zurück. Nach dessen Tod im Jahr 1923 übernahm seine Mutter, Anna Stanglmeier, die Betriebsleitung. Im gleichen Jahr begann der Betrieb mit der Produktion von Fleischkonserven, die vor allem in Konservendosen ausgeliefert wurden. Stanglmeier unterstützte seine Mutter beim raschen Ausbau der Fleisch- und Wurstwarenproduktion und übernahm nach ihrem Tod im Jahr 1935 den Betrieb mit damals 100 Mitarbeitern.
Er erwarb eine stillgelegte Gemüsekonservenfabrik und baute sie als Firmengelände aus. 1938 entstand ein eigener Schlachthof mit Stallungen sowie der größten betriebseigenen Kühlanlage Deutschlands. Während des Zweiten Weltkriegs wurde Stanglmeiers Betrieb zur Versorgung der Wehrmacht verpflichtet. Stanglmeier versorgte unter hohem persönlichem Risiko die Häftlinge des gegen Ende des Krieges eingerichteten KZ-Außenlagers Plattling – einem Außenlager des Konzentrationslagers Flossenbürg – mit Lebensmitteln wie Fleischsuppen und Frikadellen.
Nach dem Krieg erweiterte Stanglmeier seinen Betrieb. Es entstanden Verkaufsfilialen in Deggendorf, Hengersberg, Moosburg, Regen, Regensburg und Straubing. Seine Erzeugnisse waren weit über die Grenzen Bayerns hinaus bekannt. 1960 beschäftigte er mehr als 360 Mitarbeiter. Er kaufte in Plattling das Schulgebäude der ehemaligen Knabenschule und baute es zu einem modernen Sozialgebäude mit Umkleide-, Dusch-, Speise- und Aufenthaltsräumen, einer Werksküche und einer Kegelbahn für seine Mitarbeiter um.
1963 wurde Eduard Stanglmeier zu seinem 70. Geburtstag von der Stadt Plattling mit der Verleihung der Ehrenbürgerurkunde für sein mutiges Handeln während der NS-Zeit und sein soziales Engagement als Unternehmer geehrt. Er starb wenige Wochen später. Posthum wurde in Plattling eine Straße zum Gedenken an ihn benannt.
Eduard Stanglmeier war verheiratet und hatte mit seiner Frau zwei Söhne. Er starb im Alter von 70 Jahren nach längerer Krankheit. Nach seinem Tod 1963 übernahm seine Ehefrau die Betriebsführung, nach deren Tod 1978 ging der Betrieb an den Sohn Anton über.

## Ehrungen
- 1954: Bayerische Staatsmedaille in Silber
- 1958: Ehrenbrief der Stadt Plattling
- 1958: Verdienstkreuz am Bande der Bundesrepublik Deutschland
- 1963: Ehrenbürger von Plattling
- Benennung der Eduard-Stanglmeier-Straße in Plattling